# John Hopcroft
John Edward Hopcroft (Seattle, 7 ottobre 1939) è un informatico statunitense.
Nell'ambito dell'informatica teorica ha scritto, insieme a Jeffrey D. Ullman e Rajeev Motwani, il libro Introduction to Automata Theory, Languages, and Computation (tradotto in italiano da Giovanni Pighizzini con il titolo Automi, linguaggi e calcolabilità).
È anche autore, insieme ad Aho ed Jeffrey Ullman, di due testi riguardanti algoritmi e strutture dati.
Nel 1986 ha ricevuto il Premio Turing insieme a Robert Tarjan.